# فرناندو سانتوس كوستا
فرناندو سانتوس كوستا (بالبرتغالية: Fernando dos Santos Costa‏) هو موظف مدني برتغالي، ولد في 19 ديسمبر 1899، وتوفي في 15 أكتوبر 1982.